# Jake Plummer

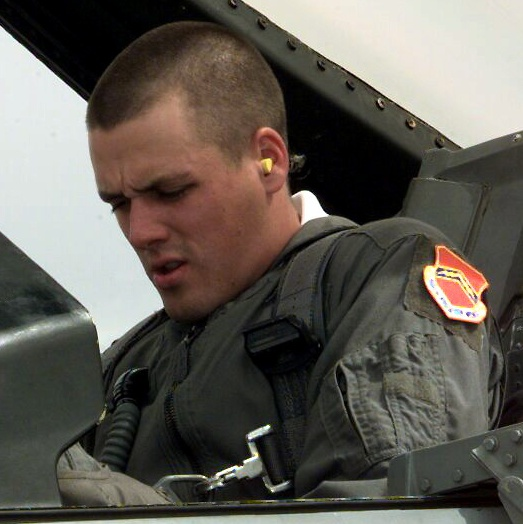
Jake Plummer.

Jason "Jake" Steven Plummer (Boise, Idaho, Estados Unidos, 19 de diciembre de 1974) es un jugador profesional de fútbol americano de la NFL, en la cual se ha desempeñado como quarterback en varios equipos por diez temporadas. Pasó seis temporadas con los Arizona Cardinals y cuatro con los Denver Broncos. Actualmente se encuentra en el roster de los Tampa Bay Buccaneers, sin embargo en 2007 anunció su retiro de la liga, pero aún no ha firmado los papeles legales. 

## Su carrera en la NFL: 1997-2006
Fue seleccionado en el Draft de la NFL en 1997 en la segunda ronda por los Arizona Cardinals siendo en total el jugador seleccionado número cuarenta y dos del certamen de jugadores colegiales. Oriundo de la Universidad Estatal de Arizona, obtuvo el apodo de “snake” (la víbora), por sus habilidades para escabullirse al correr con el balón. 
Sus años con los Cardenales fueron de gran importancia para la historia del equipo, llevándolos por primera vez desde 1982 a la postemporada. Sin embargo las lesiones recurrentes causaron un deterioro progresivo en su juego, sufriendo de una gran cantidad de intercepciones. Para 1999 tuvo nueve anotaciones y veinticuatro intercepciones. En 2001 mejoró su marca con dieciocho anotaciones y catorce intercepciones.
En el 2003 fue firmado por los Denver Broncos, remplazando a Brian Griese como quarterback. Con varios triunfos con su nuevo equipo, los Broncos obtuvieron la clasificación a la postemporada, pero fueron eliminados por los Potros de Indianápolis.
La temporada de 2005 fue la mejor en su carrera, obtuvo una marca de 229 pases consecutivos sin intercepción, y contribuyó a que los Broncos tuvieran la segunda mejor marca de la liga con 13 ganados con 3 derrotas. En la postemporada el equipo venció en el juego divisional a los Patriotas de Nueva Inglaterra, pero posteriormente en el juego de campeonato fueron vencidos en casa por los Acereros de Pittsburgh. 

## 2006: El reemplazo y su salida
En el 2006 los Denver Broncos seleccionaron en el Draft de la NFL a Jay Cutler, con esa adquisición, el equipo buscaba un mariscal de campo para el futuro. Al inicio de la temporada 2006, los Broncos sufrieron derrotas consecutivas con lo que se cuestionó la titularidad de Plummer y las reacciones en el público se hicieron presentes con un novato (Cutler) esperando su turno en la banca. A mitad de temporada, el entrenador del equipo Mike Shanahan tomó la decisión de mandar a la banca a Plummer y darle la oportunidad al novato a pesar de que Plummer tuvo un récord positivo de 7 triunfos con 4 derrotas. Los Broncos no lograron clasificar a la postemporada de 2006.
Al final de la temporada, el 3 de marzo de 2007 los Denver Broncos realizaron un cambio con los Bucaneros de Tampa Bay, mandando a Plummer a Tampa Bay a cambio de una selección en el draft de 2008. Días después Plummer anunció su retiro de la liga, pero aún seguía bajo contrato con los Bucaneros. Al iniciar el campo de entrenamiento de los Bucaneros de Tampa Bay para la temporada 2007, Plummer no se presentó. Las estadísticas totales de carrera de Plummer arrojan una marca de 161 anotaciones y 161 intercepciones, con un rating como mariscal de campo de 74.6, siendo seleccionado en un par de ocasiones (1998 y 2005) al Tazón de los Profesionales de la NFL.

## La barba
Una de las características por la que era conocido Jake Plummer era su peculiar aspecto físico. Durante toda su carrera había traído el cabello corto y bien rasurado. Pero en 2005 su aspecto era desaliñado, con un cabello largo y barba crecida, se ganó el apodo como “The Mountain Man” (el montañés), posteriormente se cortó la barba y se dejó crecer un curioso bigote, con lo que le apodaron “Porntache Plummer” (bigote-porno Plummer).